# نمایشگر پلاسما

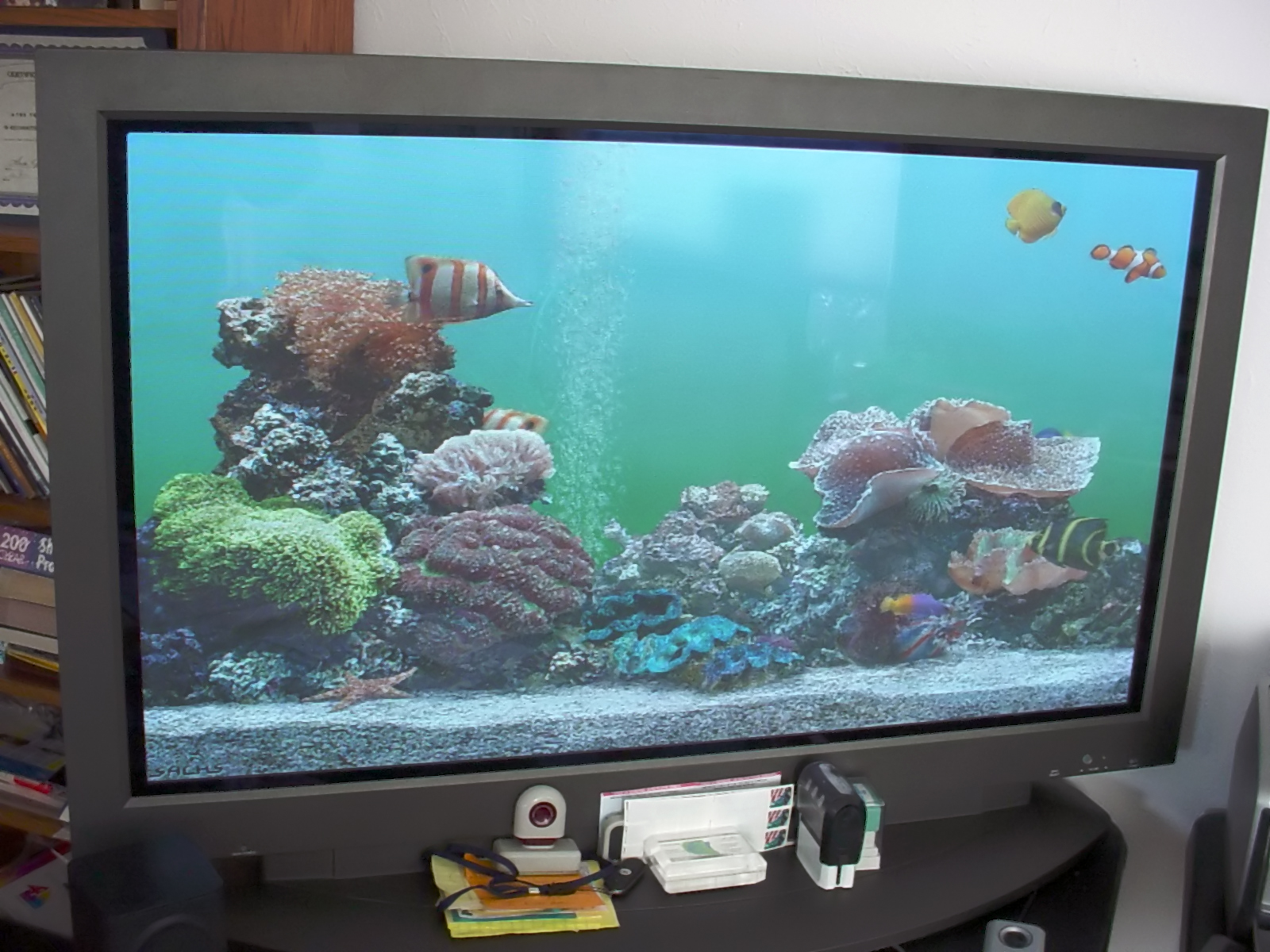
نمایشگر پلاسما

نمایشگر پلاسما یا پی دی پی نوعی از صفحه نمایش تخت است که شبیه تلویزیون‌های بزرگ ۳۷ اینچی است. در این نمایشگرها سلول‌های ریز زیادی بین دو صفحه شیشه مخلوطی از گازهای نجیب را نگه می‌دارند. گازی که در سلول‌ها است به طریقه الکتریکی به پلاسما تبدیل می‌شود که بعد باعث می‌شود فسفر موجود در نمایشگر نور از خود خارج کند. تلویزیون‌های پلاسما کیفیت تصویر بهتری نسبت به نمونه‌های LCD دارند.
پلاسما گازی است که به شکل مصنوعی از یون‌های در گردش آزاد و الکترون‌ها ایجاد شده‌است.
در شرایط معمول یک گاز از بخش‌های غیر شارژ شده تشکیل یافته‌است. یعنی هر اتم گاز تعداد پروتون و الکترون مساوی دارد لذا در حالت تعادل است و شارژ آن صفر می‌باشد.
در صورت ساطع کردن تعداد زیادی الکترون به گاز با ایجاد ولتاژ الکتریکی وضعیت به سرعت تغییر می‌کند و باعث می‌شود الکترون‌های آزاد به اتم‌ها برخورد کنند و آن‌ها دیگر الکترون‌های شل خود را از دست بدهند. با از دست دادن الکترون تعادل به هم می‌خورد و اتم دارای شارژ مثبت و تبدیل به یون (ion) می‌شود.
در یک پلاسما با یک جریان الکتریکی در حال اعمال، بخش‌های شارژ شده منفی به سمت مثبت‌ها و بخش‌های شارژ شده مثبت به سمت منفی‌ها هجوم می‌برند.
این امر سبب تکان‌ها و ضربات شدید به یکدیگر می‌شود. این تصادمات اتم‌های گاز را را در پلاسما تحریک می‌کند و باعث می‌شود که آن‌ها فوتون‌های انرژی ساطع کنند.
اتم‌های زنون و نئون استفاده شده در صفحات پلاسما در زمان برانگیخته شدن فوتون‌های نور رها می‌کنند.
این گازها اشعه ماورای بنفش (فوتون‌های نور ماورای بنفش) ایجاد می‌کنند که قابل تشخیص به وسیلهٔ انسان نیست اما این فوتون‌های ماورای بنفش می‌توانند جهت تحریک فسفر برای ایجاد فوتون‌های نور قابل رویت بکار روند.
در داخل یک نمایشگر پلاسما صدها هزار سلول کوچک و ریز حاوی گازهای زنون و نئون وجود دارد.